# Amy Spanger
Amy Spanger, född 24 augusti 1971 i Newbury, Massachusetts, är en amerikansk skådespelare, sångare och dansare.